# Iszka utazása
Iszka utazása é um filme de drama húngaro de 2007 dirigido e escrito por Csaba Bollók. Foi selecionado como representante da Hungria à edição do Oscar 2008, organizada pela Academia de Artes e Ciências Cinematográficas.

## Elenco
- Mária Varga
- Rózsika Varga
- Marian Rusache
- Marius Bodochi
- Dan Tudor
- Ágnes Csere
- Gergely Levente